# Via Po

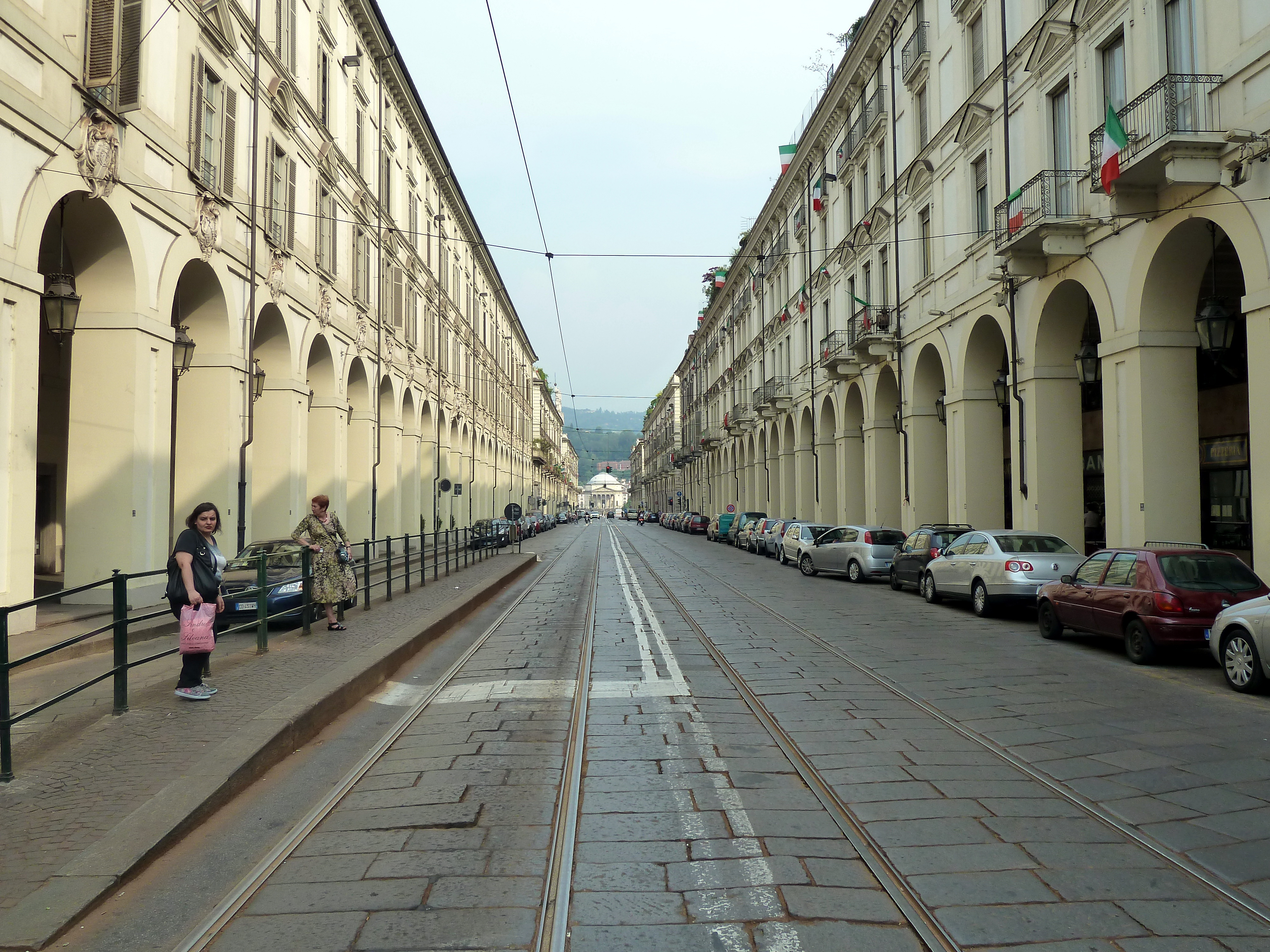
Via Po in 2011

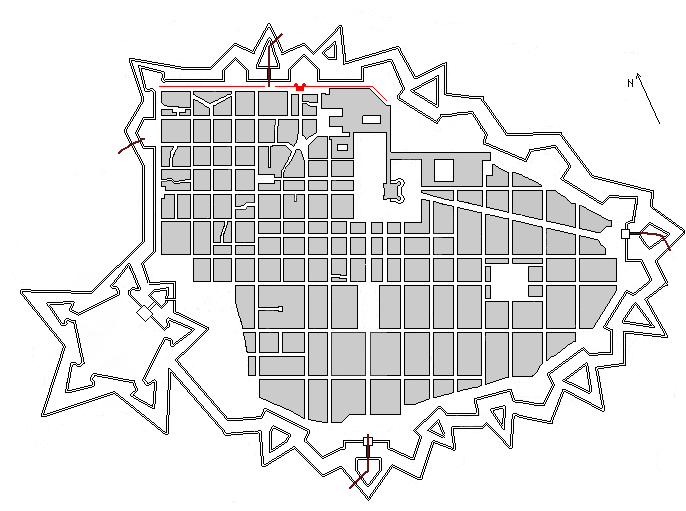
17e-eeuws stratenplan met rechtsboven de diagonale as van de Via Po

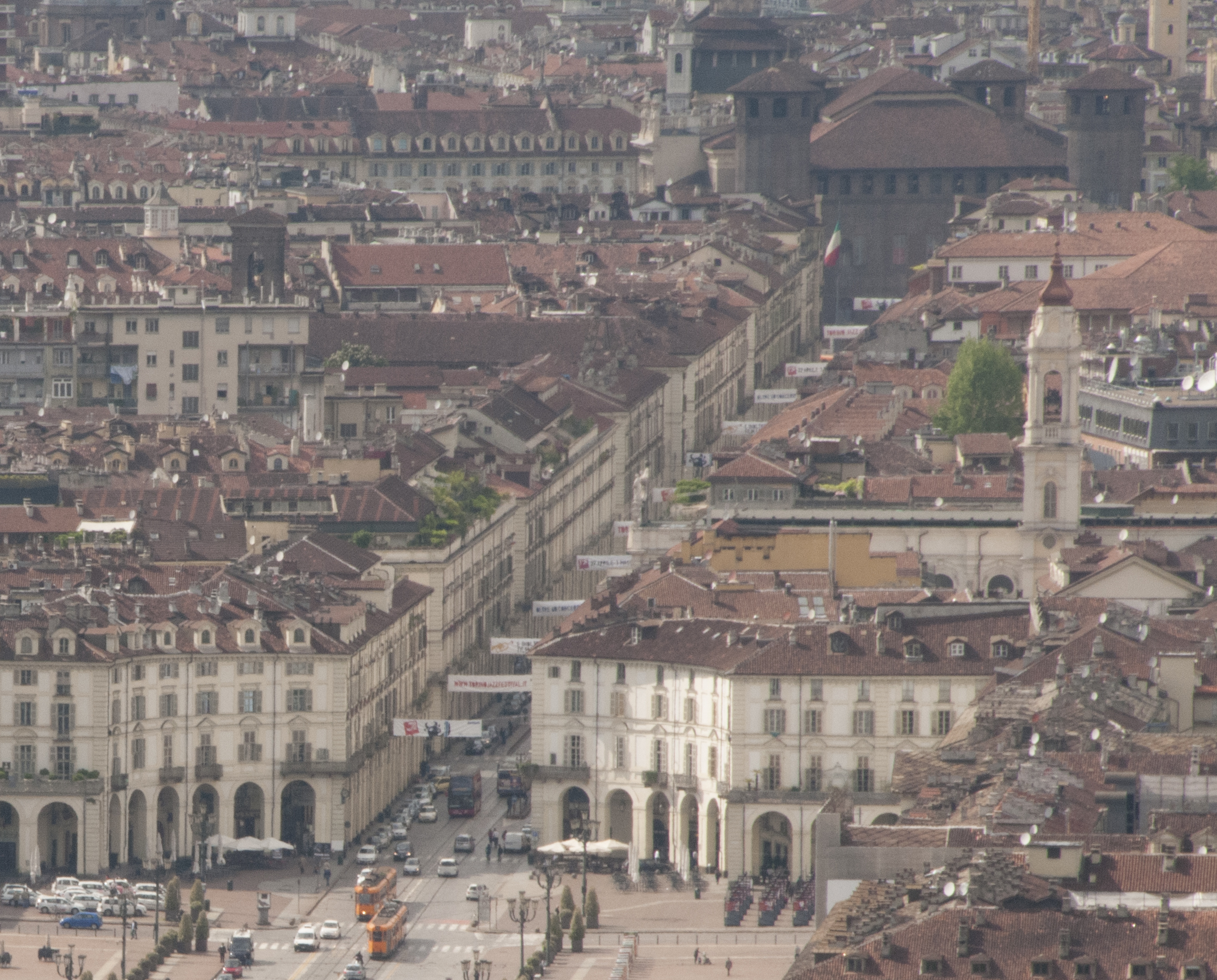
Luchtbeeld van de Via Po vanaf de Piazza Vittorio Veneto

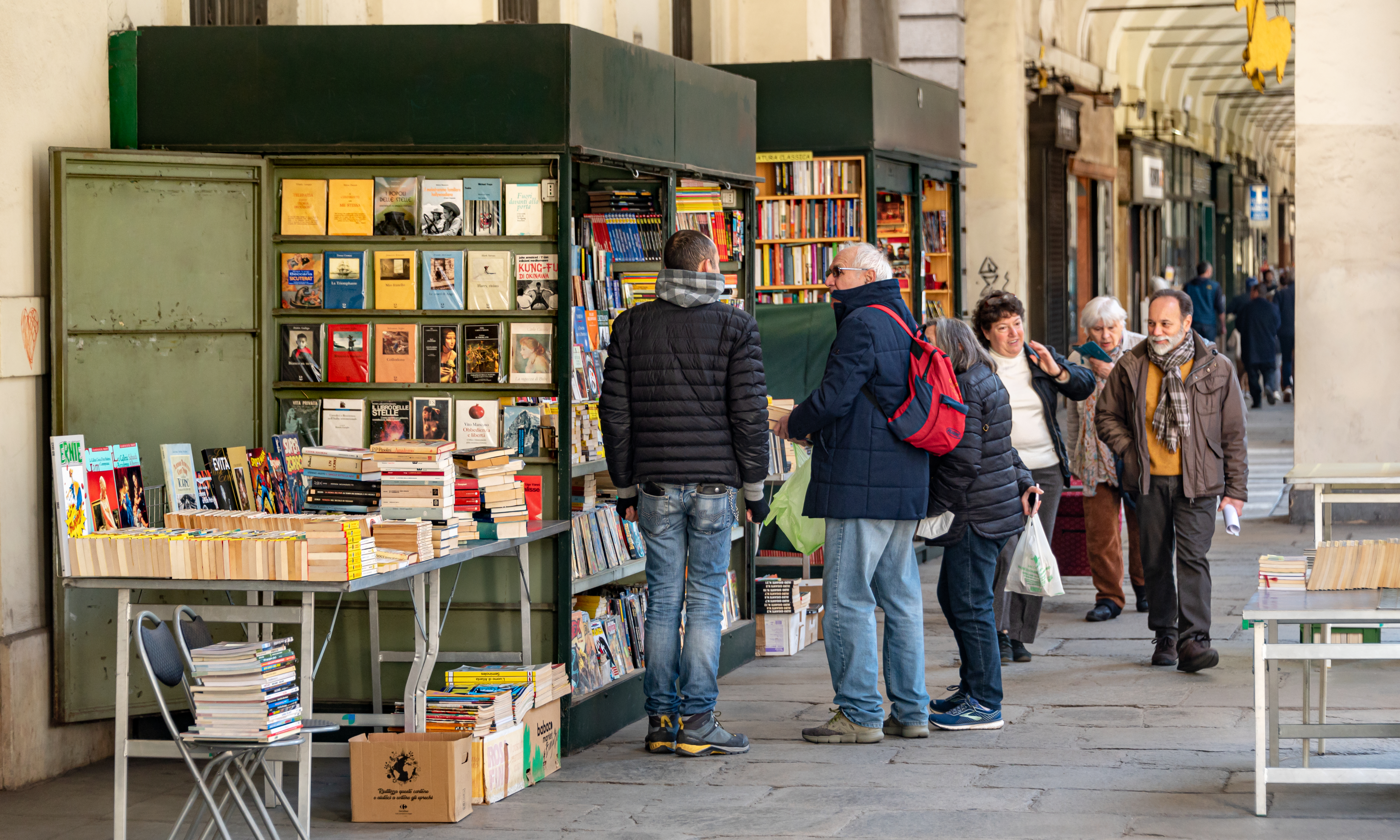
Boekenstalletjes onder de arcaden

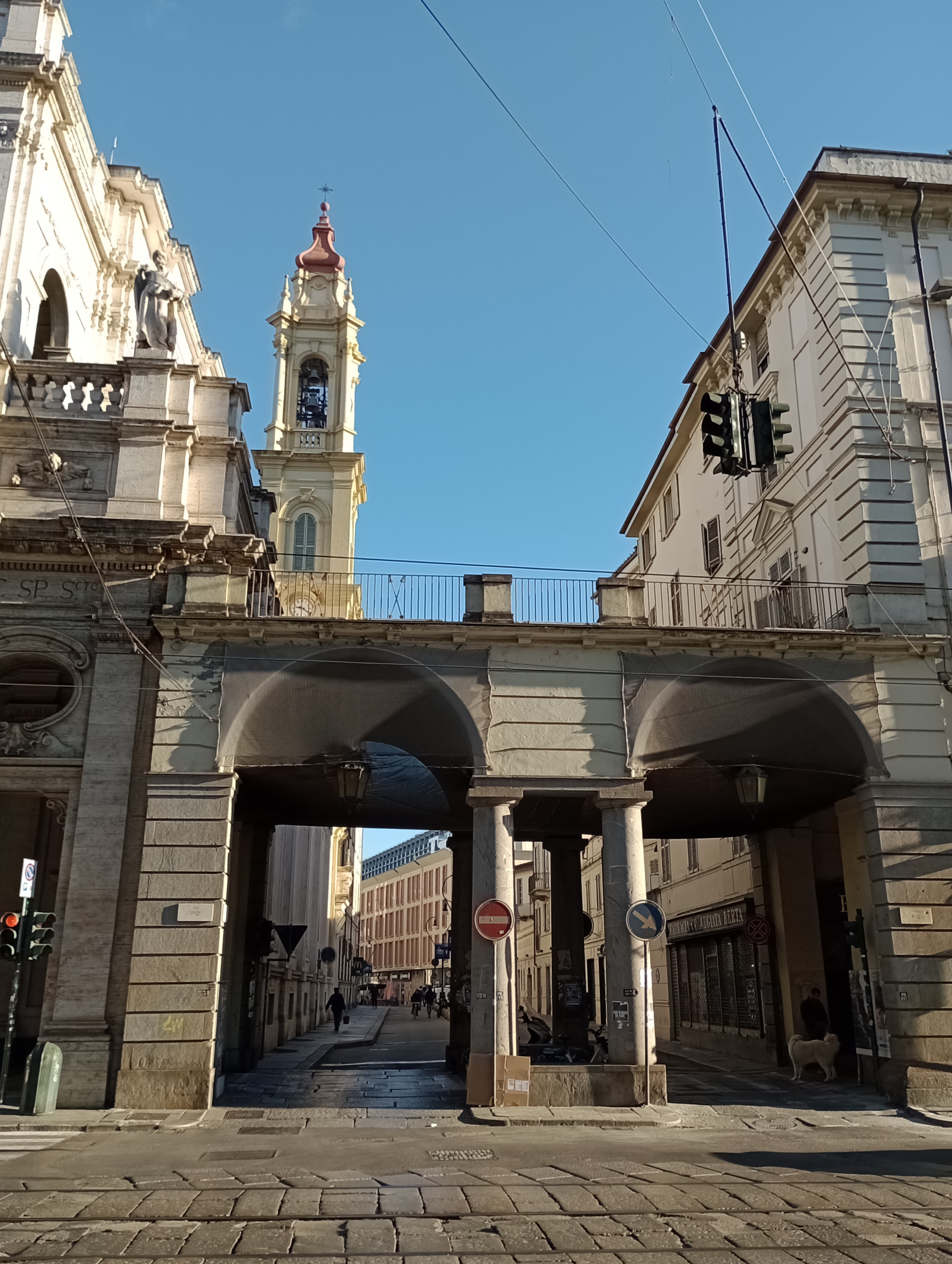
Terrazza di allacciamento

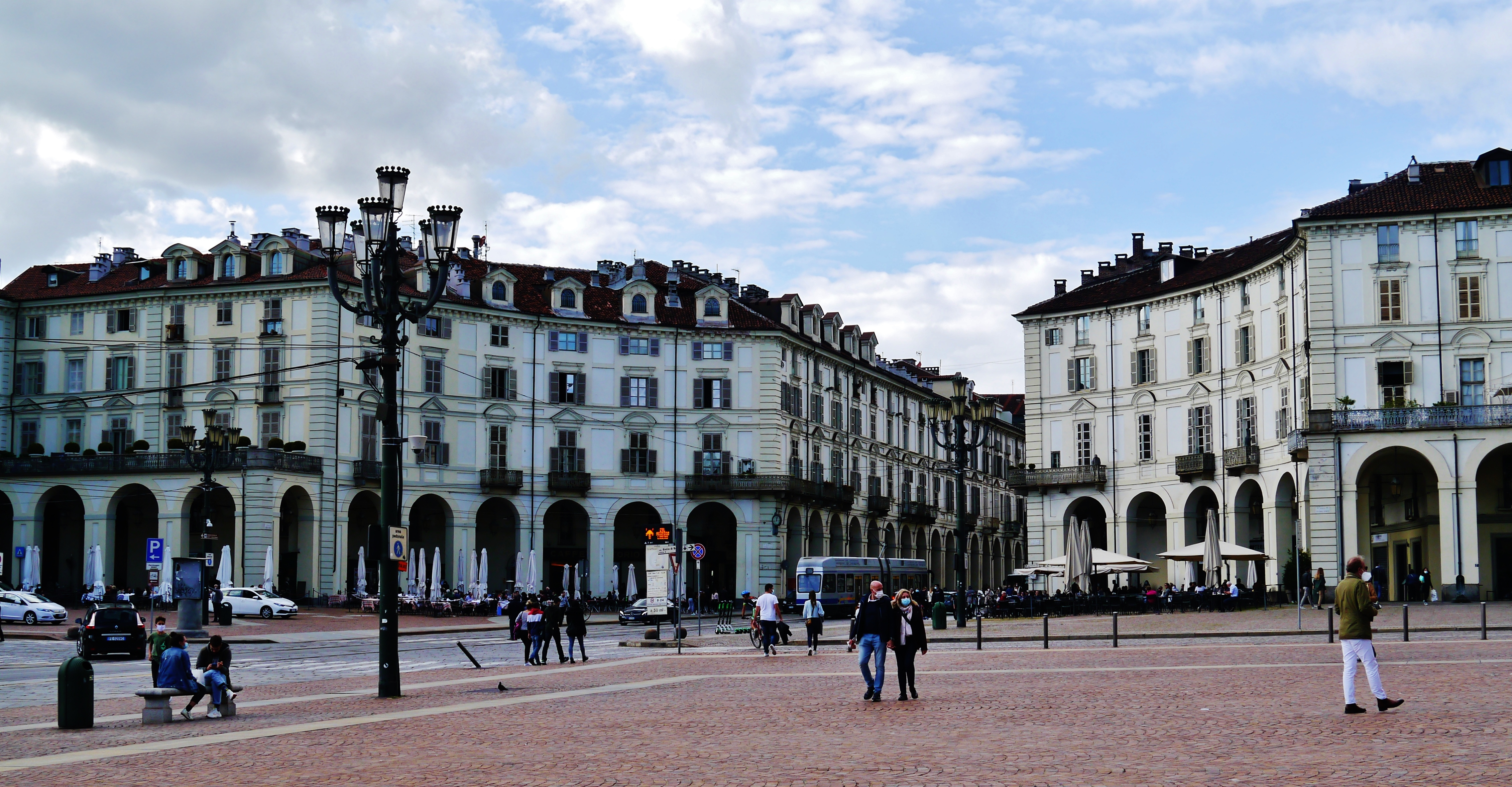
Op Piazza Vittorio Veneto voorzag Castellamonte concave gebouwen als overgang naar de Via Po

De Via Po is een straat in de Noord-Italiaanse stad Turijn. Ze vormt een lange rechte verbinding tussen de Piazza Castello in het historisch centrum en de Piazza Vittorio Veneto bij de rivier de Po. Over de hele lengte zijn arcaden aangebracht in de gevels, waarachter zich overdekte wandelpassages bevinden met winkels, café's en boekenstalletjes. Het wegdek bestaat uit grote straatstenen.

## Geschiedenis
De straat is in de 17e eeuw aangelegd als onderdeel van de oostelijke stadsuitbreiding in barokstijl. Deze kwam op de plaats van de als ongezond beschouwde universiteitswijk Contrada del Po, gelegen tussen het historische stadscentrum en de Po. De nieuwe straat was een rechtere versie van de oude Via delle Calce (Kalkweg), die de stad verbond met de haven. De transformatie werd gepland onder hertog Karel Emanuel II van Savoye door zijn architect Amedeo di Castellamonte. De werken namen een aanvang in 1673 en werden voortgezet onder regentes Maria Johanna van Savoye-Nemours. De bebouwing werd in 1720 voltooid.
De Via Po onderscheidde zich door haar prestigieuze arcaden en uitzonderlijke breedte (30 m inclusief arcaden). Ze vormde de centrale as van de Città Nuova del Po of Borgho Nuovo. Vertrekkend vanaf de Piazza Castello sneed ze als een atypische diagonaal door het dambordpatroon van de nieuwe straten. Over de hele lengte van 704 m kreeg de straat uniforme bebouwing, in een meer sobere versie van wat werd gerealiseerd aan de Piazza San Carlo. Alle huizen hadden drie geledingen en 18 m brede gevels. In deze homogeniteit kwam de hertogelijke macht tot uitdrukking. De Via Po eindigde aan het wapenplein of piazza d'armi, later heringericht tot Piazza Vittorio Veneto. Daar kon men door een poort in de gebastioneerde stadsomwallingen de brug over de Po bereiken (huidige Ponte Vittorio Emanuele I) en de weg naar Chieri en Monferrato.
De arcaden van de Via Po werden alleen onderbroken door kruisende straten. Koning Victor Emanuel I gaf zijn architect Ferdinando Bonsignore in 1818 opdracht om ook de kruisingen te overdekken, zodat de passage over de hele lengte beschermd was tegen regen. Deze toevoegingen worden terrazzi di allacciamento genoemd.
Op 28 augustus 1862 brak brand uit in de meubelwinkel Casa Tarino op nr. 18. Het kwam tot een instorting die het leven kostte aan zeventien personen, onder wie veel reddingswerkers.
In 1944 leed de vooral de rechterzijde van de Via Po schade door geallieerde bombardementen.

## Bezienswaardigheden
- nr. 1: juwelier Gioielleria Musy Padre e Figli
- nr. 7: boekhandel Libreria Antiquaria Bourlot
- nr. 8: Caffè Fiorio
- nr. 16: Chiesa di San Francesco da Paola
- nr. 17: Palazzo dell'Università met het rectoraat van de Universiteit van Turijn
- nr. 18: Accademia di medicina di Torino
- nr. 49: Chiesa della Santissima Annunziata
- nr. 55: museum voor decoratieve kunsten Museo Accorsi-Ometto

## Verkeer
Op de Via Po is autoverkeer toegelaten in beide richtingen. Er rijden diverse trams en bussen.

## Voetnoten
1. ↑  L'incendio casa Tarino, Atlante di Torino (bezocht 5 juli 2025)